# Heckman Pass
Heckman Pass är ett bergspass i Kanada.   Det ligger i provinsen British Columbia, i den sydvästra delen av landet, 3 700 km väster om huvudstaden Ottawa. Heckman Pass ligger 1 467 meter över havet.
Terrängen runt Heckman Pass är huvudsakligen kuperad, men den allra närmaste omgivningen är platt. Trakten runt Heckman Pass är nära nog obefolkad, med mindre än två invånare per kvadratkilometer.. Det finns inga samhällen i närheten.
I omgivningarna runt Heckman Pass växer i huvudsak barrskog.